# I. e. 548
Évszázadok: i. e. 7. század – i. e. 6. század – i. e. 5. század
Évtizedek: i. e. 590-es évek – i. e. 580-as évek – i. e. 570-es évek – i. e. 560-as évek – i. e. 550-es évek – i. e. 540-es évek – i. e. 530-as évek – i. e. 520-as évek – i. e. 510-es évek – i. e. 500-as évek – i. e. 490-es évek
Évek: i. e. 553 – i. e. 552 – i. e. 551 – i. e. 550 –  i. e. 549 – i. e. 548 – i. e. 547 – i. e. 546 – i. e. 545 – i. e. 544 – i. e. 543

## Események
- Az 58. olümpiai játékok
- Delphoiban a szentélyt egy tűz megrongálja. Ezután átépítik.